# Manluana
Manluana ist ein Stadtteil der osttimoresischen Landeshauptstadt Dili im Suco Comoro (Verwaltungsamt Dom Aleixo, Gemeinde Dili).

## Lage und Einrichtungen
Manluana liegt im Westen des Sucos Comoro. Der Westen gehört zur Aldeia 30 de Agosto und der Osten zur Aldeia Moris Foun. Südlich verläuft die Rua de Tali Laran I, nördlich die Rua de Ai-Kafé Laran Fuik, östlich der Rio Comoro und westlich die Rua de Malinamok. Jenseits der Straße befindet sich das Viertel Kampung Baru und nördlich der Rua de Ai-Kafé Laran Fuik das Viertel Merdeka.
In Manluana befinden sich das Centro de Inspecção de Veículos de Comoro (Fahrzeuginspektionszentrum Comoro), der Sitz des Sucos Comoro, das Hospital Kampung Baru und die Grundschule Comoro 2.